# Ebbe Damm
Dan Ebbe Damm, född 27 maj 1969 i Tuve församling i Göteborg, är en svensk företagsledare och entreprenör. Han var även exekutiv producent och ansvarig utgivare för sexualupplysningsfilmen Kärlekens språk (2004).